# Вартон
«Вартон» — российская компания, производитель светодиодных светильников.

## История
Компания была учреждена в 2009 году, основателем стал бывший директор по развитию концерна «Вимм-Билль-Данн» Денис Фролов, который решил открыть собственное дело, когда узнал о планах продажи концерна корпорации PepsiCo в 2010 году. Фролову доводилось закупать светодиодные лампы для открытия производства, и он предполагал, что спрос на них будет расти. Выбору ниши также способствовало парламентское обсуждение закона «Об энергосбережении» (принятого год спустя в ноябре 2009 года).
Стартовый капитал составил 40 миллионов рублей собственных и заёмных средств. Компания начала деятельность с продажи китайских компактных люминесцентных ламп под собственной торговой маркой Gauss. Вскоре деловым партнёром Фролова, совладельцем и исполнительным директором «Вартона» стал Илья Сивцев, ранее оказавший Фролову помощь в выборе поставщиков и занимавшийся дистрибуцией продукции Gauss. Принятое в 2010 году решение переориентироваться на светодиодное освещение принесло компании достаточно прибыли, чтобы осенью 2012 года приобрести заброшенный завод в городе Богородицк Тульской области и вложить 250 миллионов в открытие производства и выход на корпоративный рынок под новой торговой маркой Varton. К 2016 году совокупные инвестиции в завод достигли миллиарда рублей.

## Модель бизнеса
В структуру «Вартона» входят лаборатория и научно-производственный центр площадью 20 тысяч м² в Богородицке, центральный офис в Москве и зарубежные в Гонконге и в Италии. В компании работает 500 человек, половина — на производстве, там же проходят практику студенты Богородицкого политехнического колледжа. Конструкторский центр, разрабатывающий новые светильники, укомплектован 20 штатными сотрудниками.
Завод в Богородицке самостоятельно производит корпуса светильников и рассеиватели, импортирует цоколи, радиаторы ламп, электронные драйверы и светодиодные элементы, организует окончательную сборку. Продукция сбывается через дилерскую сеть, поставляется в Россию, страны СНГ, некоторые страны Европы и Африки.
С апреля 2015 года компания входит в перечень организаций, оказывающих существенное влияние на отрасли промышленности и торговли Министерства промышленности и торговли Российской Федерации. За 2015 год предприятие реализовало около 1,4 миллиона светильников, выручка завода составила 1,3 миллиарда, оборот всей компании — 3,25 миллиарда рублей. По оценке, данной осенью 2015 года генеральным директором «Корпорации развития Тульской области», компания контролирует 18 % российского рынка светодиодного освещения.
В августе 2016 года в интервью журналу «Генеральный директор» операционный директор «Вартона» сообщал, что компания отказалась от конвейерного принципа в пользу сборки всего изделия одним сотрудником, что увеличило производительность труда и позволило расширить ассортимент без увеличения штата.
В 2018 году завод «Вартон» был оштрафован за нарушение трудового законодательства. Штраф был наложен Богородицкой межрайонной прокуратурой по результатам проверки соблюдения требований законодательства Российской Федерации о противодействии коррупции в ОП ООО ТПК «Вартон».
В 2021 году «Вартон» приобрёл Байкал Электроникс и Национальную компьютерную корпорацию в состав которой входит группа Систематика.

## Достижения
Компания разработала и установила светильники для федеральной автомобильной дороги М11 (автомагистраль Москва — Санкт-Петербург), конструкция которых учитывает большое расстояние между фонарными столбами, и лампы для фасада ГУМа, которые излучают свет строго определённой тональности, защищены от влаги, работоспособны при температурах −60…+60 °C. Светильники компании используются для внутреннего освещения стадиона «Ростов Арена». Аварийное освещение производства «Вартона» используется в магазине IKEA в Химках, ресторанах Burger King, московской городской клинической больнице № 72, торгово-производственной зоне «Алтуфьево».
Дизайн упаковки ламп «Gauss» был отмечен первым местом в категории «Упаковка и этикетка» на национальном фестивале рекламы «Идея!» в 2009 году, серебряной наградой 2009 года и бронзовой наградой 2013 года международного конкурса дизайна упаковки Pentawards.
Компания «Вартон» является многократным победителем премии «Золотой фотон» в номинациях «Продукт года» и «Проект года».